# Manoir des Tourelles (Grosville)
Le manoir des Tourelles est une demeure, du XVIIe siècle, qui se dresse dans la commune de Grosville dans le département de la Manche, en région Normandie.
Le château fait l’objet d’une inscription partielle au titre des monuments historiques par arrêté du 17 mars 1975. Seules les façades et les toitures des trois pavillons sont protégées.

## Localisation
Le manoir est situé à 80 mètres au nord de l'église Saint-Martin de Grosville, dans le département français de la Manche. 